# Edward Thompson (Ingenieur)
Edward Thompson OBE (geboren am 25. Juni 1881 in Marlborough; gestorben am 15. Juli 1954) war ein englischer Eisenbahningenieur. Von 1941 bis 1946 war er Chief Mechanical Engineer der London and North Eastern Railway (LNER) und verantwortlich für die Entwicklung des gesamten Rollmaterials der LNER.

## Leben
Thompson wurde in Marlborough als einziger Sohn eines am dortigen Marlborough College tätigen Lehrers geboren. Nach der Schulzeit am Marlborough College studierte er von 1899 bis 1902 mechanical sciences (Maschinenbau) am Pembroke College der Universität Cambridge. Seine Berufslaufbahn führte ihn zunächst nach Manchester zum Lokomotivbauer Beyer-Peacock und anschließend zur Midland Railway. 1905 wechselte er für ein Jahr zum Royal Arsenal und trat schließlich 1906 in die Dienste der North Eastern Railway (NER), bei der er in deren Betriebsabteilung rasch aufstieg. 1910 war er assistant divisional locomotive superintendent in Gateshead.
1912 wechselte er als Carriage & Wagon Superintendent zur Great Northern Railway (GNR) und verantwortete damit unter Nigel Gresley den gesamten Wagenpark der GNR. 1913 heiratete er seine Frau Guendolen Edith, die Tochter von Sir Vincent Raven, dem damaligen Chefingenieur der North Eastern Railway. Während des Ersten Weltkriegs leistete er ab 1916 Kriegsdienst, zunächst beim Royal Arsenal und dann in Frankreich bei der Transportabteilung der British Expeditionary Force. Für seine Leistungen wurde er als Officer des Order of the British Empire ausgezeichnet. 1919 schied er im Range eines Lieutenant Colonel aus der Armee aus und kehrte in seine Position bei der GNR zurück, wechselte aber bereits 1920 zurück zur NER und übernahm die Leitung der NER-Wagenwerkstätten in York. Mit dem Übergang der NER an die LNER infolge des Railways Act 1921 wurde er Carriage & Wagon manager der Nordostregion der LNER. 1930 übernahm er die Leitung der Stratford Works, eines der Ausbesserungswerke für Lokomotiven der LNER. Dort verantwortete er unter anderem den erfolgreichen Umbau, insbesondere unter Verlängerung der Rauchkammern, der auf der Claud Hamilton Class (GER-Klasse S46) basierenden Lokomotiven, die von der LNER in die Klassen D14 bis D16 eingeordnet wurden, und der 1500 Class (GER-Klasse S96), die von der LNER in die Klasse B12 eingeordnet wurde.
Nach dem plötzlichen Tod von Sir Nigel Gresley im April 1941 trat Thompson, der inzwischen die zentralen LNER-Werkstätten in Doncaster leitete, seine Nachfolge als Chief Mechanical Engineer der LNER an und übernahm damit die Verantwortung für das gesamte Rollmaterial des Unternehmens. Unter den erschwerten Bedingungen des Zweiten Weltkriegs konzentrierte sich Thompson insbesondere auf die Standardisierung der Lokomotiven sowie auf deren möglichst einfache und wartungsfreundliche Gestaltung. Neben Neubauten initiierte er umfangreiche Planungen zum Umbau vorhandener Lokomotivklassen, die jedoch aufgrund des Krieges und der kurzen Amtszeit Thompsons nur teilweise umgesetzt werden konnten.
Bereits 1946 ging Thompson in Ruhestand, sein Nachfolger wurde Arthur Peppercorn.

## Lokomotiventwicklungen

### Konstruktionsansätze
Thompson verfolgte in der Konstruktion von Dampflokomotiven einige grundlegend abweichende Gedanken im Vergleich zu Gresley. Besonders entschieden lehnte er den von Gresley favorisierte Dreizylinderantrieb ab. Die von Gresley zusammen mit Harold Holcroft entwickelte Steuerung für den Innenzylinder, hatte tatsächlich Schwachpunkte, die zu Ausfällen von Lokomotiven auf der Strecke führen konnten. Diese Probleme traten insbesondere bei unzureichender Wartung auf, wenn das Spiel des Steuerungsgestänges nicht korrekt eingestellt war, was zu einer Überlastung des Mittelzylinders führt und letztlich Treibstangenbrüche verursachen konnte.
Kritisch sah er auch Gresleys Bemühen, neue Lokomotivreihen spezifisch für bestimmte Einsatzzwecke zu entwickeln. Während Gresleys Amtszeit lehnte dieser wiederholt Vorschläge von Thompson ab und auch das persönlich schlechte Verhältnis zwischen Gresley und Thompsons Schwiegervater, dessen Lokomotiven von Gresley wenig geschätzt wurden, sorgte dafür, dass beide Männer zu Gresleys Lebzeiten wiederholt Auseinandersetzungen hatten. Thompson setzte sich daher bewusst von seinem Vorgänger ab, von dessen Arbeiten er keine hohe Meinung hatte. Gresleys engste Mitarbeiter wurden von ihm auf Posten außerhalb der Entwicklungsabteilung versetzt.

### Standardbauarten
Nach seiner Amtsübernahme begann Thompson mit der Entwicklung neuer, wartungsfreundlicher Standardbauarten für die LNER. Gresley hatte den Aspekt des Unterhalts zugunsten einer soliden technischen Auslegung weniger stark gewichtet. Besonders während der Kriegsjahre gab es jedoch Bestrebungen, den Unterhaltsaufwand aufgrund des Personalmangels so gering wie möglich zu halten. Thompson hatte deshalb den Plan, die ganze Lokomotivflotte der LNER zu standardisieren. Er sah die folgenden zehn Standardtypen vor:
- A1/1, Pacific-Lokomotive der Bauart 2’C1’ h3 für hochwertige Schnellzüge, Prototyp umgebaut aus der A1 Nr. 4470 Great Northern
- A2/2, Pacific-Lokomotive der Bauart 2’C1’ h3 für schwere Schnellzüge und Güterzüge, Umbau aus 1’C1’ Mikado P2
- B1, Schlepptenderlokomotive der Bauart 2’C h2 für den Mehrzweckeinsatz, Neubau mit Standardbaugruppen
- K1, Schlepptenderlokomotive der Bauart 1’C h2 für Personen- und Güterzüge, Prototyp umgebaut aus K4 Nr. 3445
- O1, Schlepptenderlokomotive der Bauart 1’D h2 für schwere Güterzüge, Umbau aus Klasse 8K der ehemaligen Great Central Railway (GCR)
- J11, Schlepptenderlokomotive der C h2 für Güterzüge, Umbau aus bestehenden Lokomotiven der Baureihe der ehemaligen GCR
- L1, Tenderlokomotive der Bauart 1’C2’ h2t für Personen- und Güterzüge, Neubau mit Standardbaugruppen
- Q1, Tenderlokomotive der Bauart D h2t für den schweren Rangierdienst, Umbau aus der Klasse Q4
- J50, Tenderlokomotive der Bauart C h2t für den mittelschweren Rangierdienst, neuer Entwurf
- Tenderlokomotive für den leichten Rangierdienst.[5]

#### Neuentwicklungen

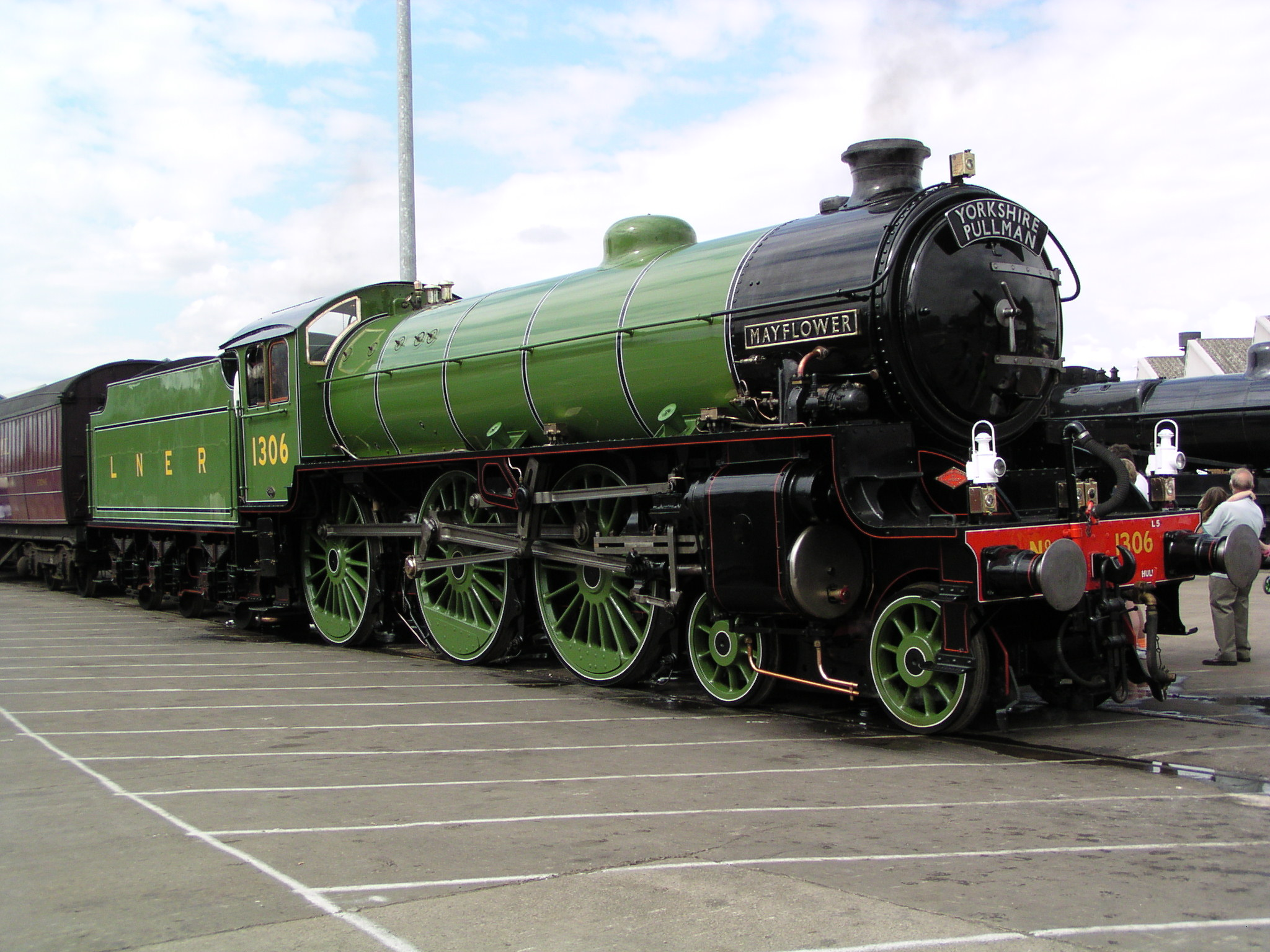
Lokomotive Nr. 1306 Mayflower der Klasse B1, eine Neuentwicklung von Thomson

Zu Thompsons eigenen Entwicklungen zählten die LNER-Klasse B1, eine 2’C h2-Mehrzwecklokomotive, die sich gut bewährte und auch von British Railways bis 1952 nachbeschafft wurde. Insgesamt entstanden 410 Exemplare. Ebenfalls noch nach Thompsons Amtszeit weiterbeschafft wurde die LNER-Klasse L1, eine 1’C2’ h2-Tenderlokomotive für den Vorortverkehr, die bis 1950 mit insgesamt 100 Stück in Dienst gestellt wurde.

#### Umbauten der Pacific-Lokomotiven
Thompson bevorzuge die einfacheren Zweizylinder-Lokomotiven gegenüber Dreizylinder-Lokomotiven, so dass diese nur noch für die Schnellzuglokomotiven in Frage kamen, wo große Leistungen benötigt wurden. Die Dreizylinder-Lokomotiven ließ er mit De-Glehn-Triebwerken bauen und wählte somit nicht die von Gresley bevorzugte Variante, bei der alle Zylinder auf dieselbe Treibachse arbeiteten. Diese Entscheidung führte jedoch zu wesentlich längeren Lokomotiven, zumal Thompson darauf bestand, die Treibstangen aller Zylinder gleich lang zu halten. Das Erscheinungsbild dieser Lokomotiven stieß auf viel Kritik aufgrund des großen Abstands zwischen dem hinteren Radsatz des Laufdrehgestells und der ersten Kuppelachse. Thompson ließ mehrere der Dreizylinder-Lokomotiven von Gresley nach seinen Vorstellungen umbauen, wobei es jedoch teilweise nur bei Prototypen blieb. 

##### LNER-Klasse A2/2

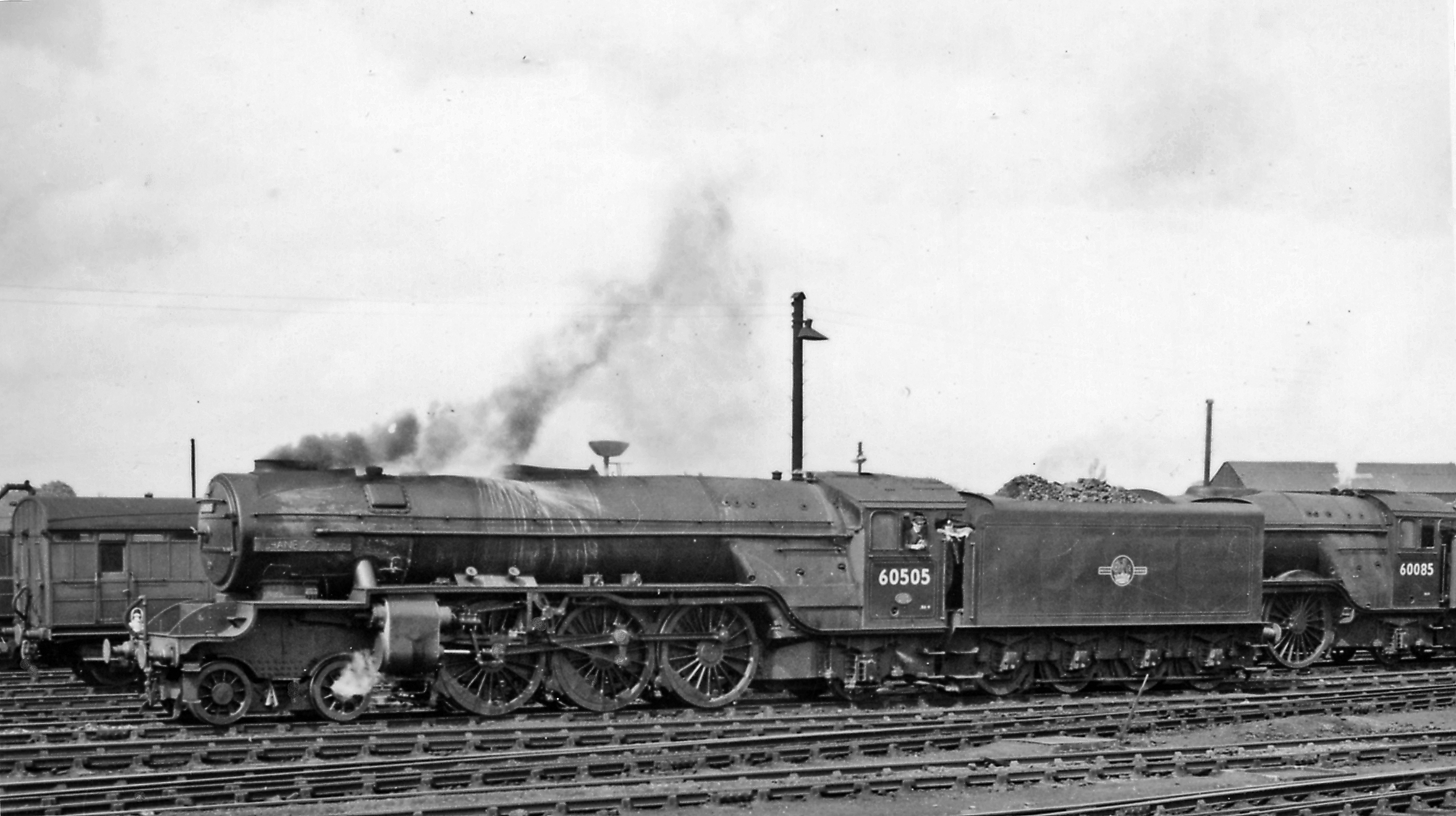
Pacific-Lokomotive der Klasse A2/2, die von Thompson aus einer Mikado-Lokomotive der Klasse P2 umgebaut wurde.

Zu den ersten Umbauten von Thompson zählten die sechs Pacifics der LNER-Klasse A2/2, die aus den Mikados der LNER-Klasse P2 entstanden. Thompson nahm die aufgrund ihres langen Radstands entstandenen Probleme der P2 auf ihrer kurvigen Einsatzstrecke zwischen Edinburgh und Aberdeen zum Anlass, diese vollständig umzubauen und damit zugleich eine als Mehrzwecklokomotive ausgelegte neue Standard-Pacific einzuführen. Auch die bereits in Bau befindlichen letzten vier Prairies der V2 wurden zu Pacifics der neuen Klasse A2/1 umgebaut, abgesehen vom beibehaltenen Kessel der V2 mit geringen baulichen Unterschieden zu den A2/2. Kessel, Führerhaus und Tender blieben bei diesen Umbauten weitgehend unverändert, bei den Innenzylindern ersetzte eine eigene Walschaerts-Steuerung die zuvor verwendete, von den Steuerungen der Außenzylinder abgeleitete Gresley-Steuerung. Die Beibehaltung der relativ kurzen Treibstangen der P2 führte dazu, dass die Außenzylinder bei allen Thompson-A2 noch hinter dem zweiten Radsatz des Drehgestells montiert werden mussten. Den Umbauten folgten 15 vollständige Neubauten als Klasse A2/3. Diese erhielten wie auch die A2/1 und A2/2 verschiedene Neuerungen wie etwa elektrische Triebwerksbeleuchtung, selbstreinigende Rauchkammern sowie klappbare Roste und Aschkästen. Die A2 wurden allgemein als wenig geglückte Lokomotiven angesehen, sie waren nicht leistungsfähiger als die V2 und litten unter diversen Problemen, insbesondere Schwächen am Rahmen im Bereich der Drehgestelle, wo die tragende Wirkung der Zylinderblöcke aufgrund deren zurückgesetzter Position fehlte.

##### LNER-Klasse A1/1

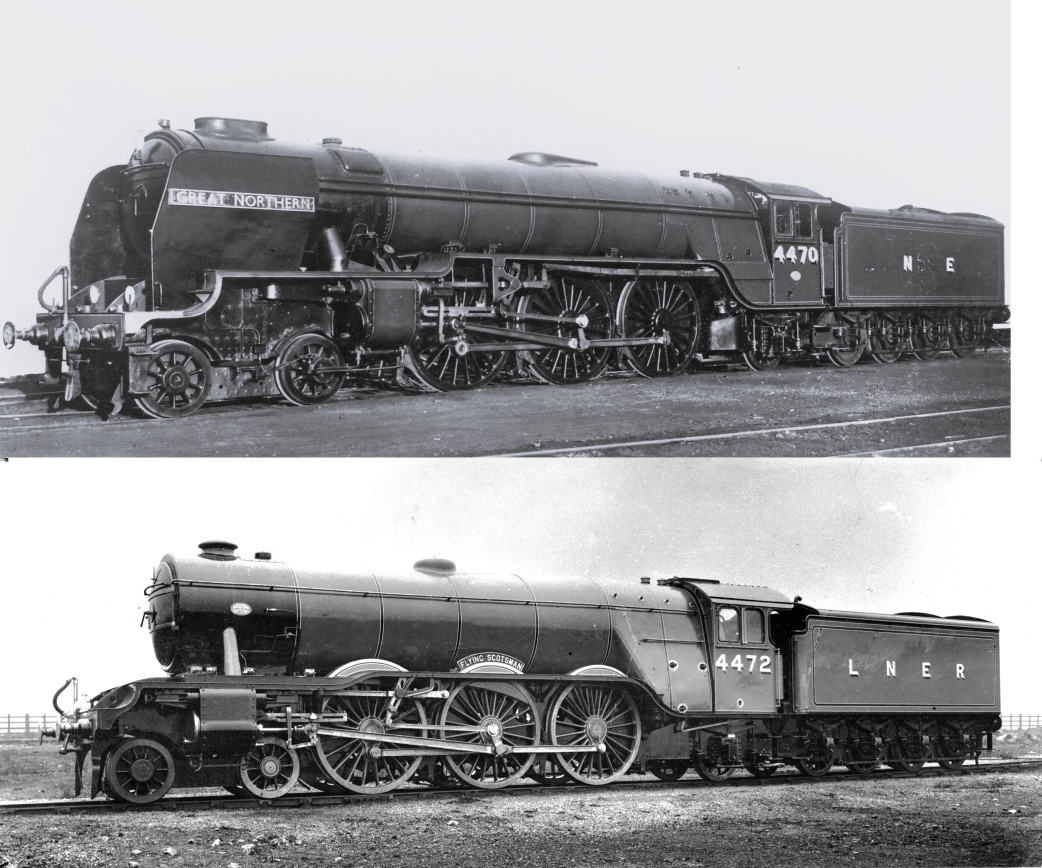
Vergleich der umgebauten Great Northern der Klasse A1/1 (oben) mit der originalbelassenen Flying Scotsman der Klasse A1

Die von Thompson eingeleitete Entwicklung einer neuen Standard-Pacific für hochwertige Schnellzüge als Nachfolger der A3 und A4 wurde von vielen Beobachtern regelrecht als Angriff auf seinen Vorgänger angesehen. Thompson entschied sich dabei gegen einen Neubau und verwendete stattdessen die Lokomotive Nr. 4470 Great Northern als Basis seiner Arbeit. Der Umbau, der 1945 stattfand und bei dem von der Originallokomotive wenige Baugruppen übernommen wurden, stieß auch innerhalb der LNER auf erhebliche Kritik. Viele waren der Meinung, dass die Great Northern, als erste Lokomotive der erfolgreichen Gresley-Pacific-Familie, für den Erhalt im Originalzustand für die Nachwelt vorgesehen war und der Umbau daher nicht gerechtfertigt war. Bedingt durch Thompsons Ruhestand folgte keine Serienfertigung der A1/1. Sein Nachfolger Peppercorn ließ Thompsons Entwurf gründlich überarbeiten und die neuen, ab 1948 ausgelieferten Peppercorn-A1 unterschieden sich deutlich von Thompsons A1/1.

#### Weitere Umbauten

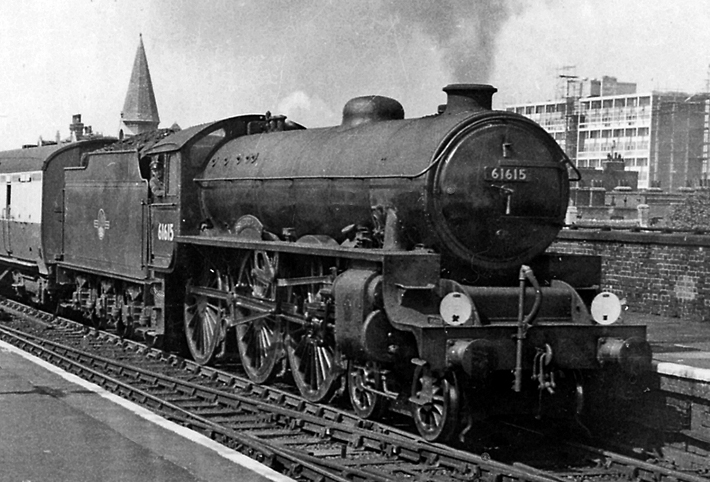
Klasse B2 Nr. 61615 der BR

Im Rahmen der Standardisierung begann Thompson neuere Baureihen mit Gresleys Dreizylinderantrieb auf Zweizylinderantrieb umzubauen. 1942 ließ er eine 2’C-Maschine der LNER-Klasse B17 umbauen. Die Maschine der Sandringham Class wurde anschließend als LNER-Klasse B2 eingeordnet. Bis 1950 folgten neun weitere Lokomotiven. Da jedoch bei Versuchen festgestellt wurde, dass die Leistungsvorteile der B2 hauptsächlich auf den höheren Kesseldruck zurückzuführen waren, wurde zugunsten der Beschaffung weiterer neuer B1 auf die Fortsetzung des Umbaus verzichtet und die meisten B17 blieben unverändert im Einsatz.
Weitere Umbauten von Gresley-Dreizylinderlokomotiven in Zweizylinderlokomotiven waren der Umbau je einer Mogul der Klasse K3 in eine der Klasse K5 und der Klasse K4 in eine der Klasse K1/1. Beiden Umbauten folgten keine Serienfertigungen, die hohen Umbaukosten ließen sich durch die geringfügig niedrigeren Wartungskosten nicht rechtfertigen. Lediglich das veränderte Vorlaufgestell erwies sich lauftechnisch als Verbesserung im Vergleich zu der von Gresley verwendeten Bauart und wurde nachfolgend auch bei anderen Lokomotiven wie etwa der Klasse V2 eingebaut.